# Hans Bourquin
Hans Bourquin, född 16 oktober 1914, död 1998 i Sion, var en schweizisk roddare.
Bourquin blev olympisk guldmedaljör i tvåa med styrman vid sommarspelen 1928 i Amsterdam.